# Planificación (recursos hídricos)
La planificación del uso de los recursos hídricos es un tema que está tomando cada vez más importancia, considerando que el agua es, en una gran parte del planeta, un recurso escaso. Algunos cientistas sociales hablan incluso de posibles guerras futuras por el acceso al agua. Por lo tanto es plenamente justificado cualquier esfuerzo por usarlo mejor, y si posible reutilizarlo.
Al pensarse en la planificación del uso de los recursos hídricos, considerándose que las obras involucradas, como represas, perímetros de riego, sistemas de abastecimiento de agua potable, para citar solo algunos ejemplos, tienen un período de construcción de varios años, y una vida útil de algunos decénios, se debe pensar en una planificación a largo plazo, lo que se denomina también como planificación estratégica.

## La unidad territorial de planificación
Desde hace menos de cuatro décadas, por los años sesenta, los planificadores comenzaron a pensar en la cuenca hidrográfica, como en la unidad natural para estudiar el uso adecuado de los recursos hídricos. Desde entonces este concepto se ha ido paulatinamente consolidado, y actualmente, cada vez más países, están crendo, por medios legislativos las llamadas "Autoridades de Cuenca", las que tienen autoridad para decidir y otorgar concesiones temporales para el uso del agua, estableciendo: punto de captación, caudal autorizado, punto de devolución, calidad del agua en el punto de devolución y costo del agua.
Hay sin embargo excepciones a esta regla, son los así llamados transvase de cuenca, es decir el agua que es producida en una cuenca, se traspasa a una cuenca vecina. Hay, en América del Sur dos situaciones importantes donde esto se da: el primer caso es en la cordillera de los Andes, donde en la vertiente del Atlántico las precipitaciones son significativamente mayores que en la vertiente del Pacífico, particularmente al sur de la frontera Ecuador-Perú. En esta zona existen varias áreas de riego importantes que buscan parte del agua en las alturas de la cordillera, del lado del versante Atlántico, para regar tierras en la costa peruana. El segundo caso son las grandes metrópolis, en particular San Pablo en el Brasil, que, para consumo humano, usa agua producida en cuencas vecinas.

## Prioridades de uso
Para analizar el problema de las prioridades del uso del agua, deben considerarse las tres formas de usar el agua:
- Primero: El agua es "consumida", por así decirlo, "desaparece", es el caso del riego, donde, dependiendo de la eficiencia de este, una parte importante del agua retirada para el riego es evapotranspirada por las plantas, volviendo de esta forma a la atmósfera, y otra parte es almacenada en los vegetales. Una parte, generalmente menor, vuelve al cauce de origen, en una sección situada aguas abajo de la toma, esta es el agua drenada, la que generalmente está bastante contaminada con nutrientes y agrotóxicos. Otro ejemplo de este tipo de uso es cuando se capta el agua para consumo humano, en este caso la devolución, en forma de aguas servidas es del orden del 20%.
- Segundo: El agua es usada sin alterar la cantidad disponible, casos típicos son la navegación interior, el agua debe estar allí, pero no se consume, y no se contamina o se contamina poco, y la generación hidroeléctrica, en este caso el agua puede ser desviada en una sección del río y ser devuelta al mismo varios km aguas abajo, pero también puede ser devuelta al cauce de un río en una cuenca vecina, en este caso considerando la cuenca originaria si habría un consumo.
- Tercero: El agua es usada como refrigerante o diluente de cargas poluidoras. En este caso la cantidad del agua no se altera, pero se altera su calidad.

Volviendo a las prioridades de uso, es generalmente admitida la siguiente escala de prioridades, que puede variar de país a país:
1. Consumo humano, como agua potable;
2. Riego;
3. Generación hidroeléctrica, en casos particulares cuando compite en el uso de espacio de almacenamiento en los embalses de uso múltiple;
4. Uso industrial y minería;
5. Dilución de poluentes;

## Los potenciales usos
Los usos efectivos del agua en una determinada cuenca hidrográfica, son función sobre todo de la presencia en la misma de los diferentes recursos naturales como: tierras aptas para la agricultura, bosques, y recursos minerales; y, de la demanda para uso humano y animal.
Cada uno de estos usos tiene una modalidad específica, por ejemplo:
- el riego requiere del agua durante determinados meses del año, variable de cultivo a cultivo. Con base en estudios pedológicos, se determina, la localización y la extensión de las áreas potencialmente irrigables;
- la minería requiere del agua en una forma más constante, al igual que algunas industrias no directamente ligadas a la producción agrícola, los consumos de agua se determinarán en función de la producción;
- el consumo humano generalmente tiene variaciones temporales menores, incrementándose en los meses más cálidos, se establecerá la proyección de la población en las áreas urbanas en el horizonte de tiempo considerado, en general 20 a 25 años. Un caso especial son las localidades turísticas, en ellas la demanda de agua puede tener variaciones importantes entre la temporada de máxima afluencia de turistas y el período llamado de "baja estación".

## La disponibilidad de los recursos hídricos
Generalmente se puede considerar que los recursos hídricos en una cuenca hidrográfica son renovables, y se originan casi exclusivamente por las precipitaciones, en sus varias formas sobre la misma cuenca. La excepción, a que todos los recursos hídricos puedan ser renovables está constituida por los bolsones de aguas subterráneas fósiles, es decir acuíferos existentes, que actualmente, por modificaciones climáticas o cambios orográficos ocurridos en tiempos geológicos, ya no tienen fuente de recarga. Por otra parte, forma parte de los recursos hídricos subterráneos de la cuenca también las aguas que fluyen en el acuífero procedentes de cuencas vecinas.
Las precipitaciones, siguen el ritmo dictado por el clima de cada región, el que generalmente no coincide con las demandas de los diversos usuarios.
En la fase de planificación de los recursos hídricos se requiere conocer registros históricos de un mínimo de 15 a 20 años, de las principales variables hidrometeorológicas. Generalmente se planifica considerando la disponibilidad hídrica de la cuenca que tenga una permanencia del 75% de los años.

## Los costos de las obras
Un factor importante en la planificación de los recursos hídricos son los costos de las obras, tanto en la fase de construcción, como en su operación por un lado y los beneficios de las inversiones.
En los costos de las obras se incluyen los costos derivados de los programas de mitigación de los impactos, si los hubiera.
Como uno de los resultados que se espera de la planificación es la definición de las dimensiones generales de las obras, los costos deberán determinarse en forma paramétrica, o en otras palabras establecer curvas de costos para cada una de las obras.

## Los límites físicos
Cada una de las variables que se han mencionado arriba tiene límites físicos que no pueden ser sobrepasados, por ejemplo:
- Las tierras cultivables con riego son limitadas.
- Los volúmenes de los embalses están limitados por las condiciones topográficas de la cuenca.
- La producción minera está limitada por el potencial del yacimiento.

Y sobre todo:
- El agua esta limitada a los aportes de las precipitaciones y al potencial de los acuíferos.
- Con todos los propósitos de los aportes que darán a conocer las probabilidades de que se siente que hay una nueva proporción de agua en el mundo

## La tarea del planificador
La tarea del planificador, generalmente se trata de un equipo multidisciplinar, es la de armonizar todas estas variables, maximizando el beneficio, socio - económico de las intervenciones considerando un horizonte de tiempo compatible con la vida útil de las obras.
Para llevar a cabo esta tarea existen una serie de instrumentos matemáticos, relacionados con la investigación de operaciones, como son la:
- Programación lineal;
- Programación dinámica; y otros métodos semejantes.

Finalmente la configuración de obras y usos, variables en el tiempo, son analizadas utilizando modelos matemáticos de simulación. Verificando el comportamiento del conjunto de intervenciones con series sintéticas de datos hidrológicos.
- Datos: Q6077656